# Анновка (Козельщинский район)
Анновка (укр. Ганнівка) — село,
Лутовиновский сельский совет,
Козельщинский район,
Полтавская область,
Украина.
Код КОАТУУ — 5322082502. Население по переписи 2001 года составляло 250 человек.

## Географическое положение
Село Анновка находится у большого болота в котором берёт начало река Рудька.
На расстоянии в 1 км расположено село Лутовиновка, на расстоянии в 4 км — село Задолга.
Рядом с селом проходит газопровод «Союз».